# Georg Brenck der Ältere
Georg Brenck der Ältere (* um 1565 in Windsheim; † 22. oder 23. August 1635 ebenda) war Schreiner und Holzschnitzer. Er war Begründer der Bildschnitzerdynastie Brenck, die bis ins 18. Jahrhundert vor allem in lutherischen Territorien des Fränkischen Reichskreises wirkte.

## Leben

### Jugend und Ausbildung
Georg Brenck der Ältere wurde in der Zeit zwischen dem 23. bzw. 24. August 1563 und dem 21. bzw. 22. August 1565 in der Reichsstadt Windsheim geboren. Erstmals wurde die Familie im Jahr 1561 in der Stadt erwähnt, als der Bäckerknecht Peter Brenck, der Vater Georg Brencks, aus dem heute zu Bad Windsheim gehörenden Oberntief das Bürgerrecht erwarb. Am 20. Januar 1562 hatte Peter Brenck Esther Krafft aus Kaubenheim geheiratet. Der Ehe entstammen vier männliche und zwei weibliche Kinder. Georg Brenck war der Zweitgeborene, wobei viele Geschwister nicht das Erwachsenenalter erreichten. Er wurde in der Windsheimer Pfarrkirche getauft. Die Familie lebte im Bereich der zweiten Stadterweiterung.
Mit dem Tod der Mutter am 8. September 1580 ging ein erzwungener Umzug einher. Da dem Vater vom Rat der Stadt Windsheim die Vernachlässigung seiner kranken Frau vorgeworfen wurde, musste der Witwer und seine unmündigen Kinder die Stadt verlassen. Georg Brenck hatte zu diesem Zeitpunkt wohl bereits seine Schulausbildung abgeschlossen und war am 1. September 1580 beim Schreiner Mathes Gulden als Lehrling aufgenommen worden. Es ist deshalb davon auszugehen, dass Brenck nicht von der Vertreibung der Familie betroffen war. 1584 trat er in den Gesellenstand ein. In der Folge begann Brenck wohl mit seiner Wanderzeit, er ist erst 1590 wieder in Windsheim nachweisbar. Dabei besuchte er vor allem norddeutsche Gebiete, wobei er selbst von Stationen in Leipzig, Erfurt und Braunschweig sprach.
Am 10. Juni 1590 leistete Georg Brenck seinen Bürgereid in Windsheim. Dabei wurden ihm noch einmal die Vergehen des Vaters vorgelegt, sodass er ein höheres Bürgergeld zu entrichten hatte. Noch im Juni heiratete Brenck die Pfarrerstochter Eva Grasser. Insgesamt wurden dem Paar sechs Kinder geboren, darunter war der jüngere Georg, der 1593 geboren wurde und ebenfalls Holzschnitzer werden sollte. Im Jahr 1592 begann Georg Brenck der Ältere mit der Ausbildung seines ersten Lehrjungen, eine Werkstatt im Stadtgebiet war hierfür Voraussetzung. Ein Jahr später erwarb er ein Haus in der Seegasse.

### Meister in Windsheim
Brenck stieg in den folgenden Jahren zum städtischen Almosensammler auf und übernahm wiederholt kleinere Schnitzarbeiten in der Stadt und der Umgebung. So ist um 1595 die Ausbesserung der Figuren auf dem Ickelheimer Kalvarienberg nachweisbar. Als erste größere Arbeit können die Renovierungsarbeiten an der Windsheimer Pfarrkirche St. Kilian gelten, die bis 1605 fertiggestellt waren. Unter anderem schuf Brenck im Zuge der Arbeiten einen neuen Predigtstuhl. Ein Predigtstuhl entstand auch im Jahr 1603/1604 für die Rothenburger Pfarrkirche. 1605/1606 übernahm Brenck wohl auch erstmals einen Auftrag für eine katholische Gemeinde und schuf eine Retabel in Haßfurt.
In den ersten beiden Jahrzehnten des 17. Jahrhunderts erweiterte Brenck den Kreis seiner Auftraggeber. Besondere Bedeutung hatte hierfür der Bau des dreistöckigen Hochaltars in der Andreaskirche in Ochsenfurt, der 1610 vollendet wurde. In der Folge wurden auch lokale Adelsgeschlechter auf den Holzschnitzer aufmerksam. Vor allem die Familie Zobel förderte den Künstler. Brenck schuf Epitaphien und andere Stücke der Kirchenausstattung in den Patronatskirchen in Giebelstadt, Herchsheim und Darstadt. Im Jahr 1615 gelang Brenck sogar für den Hohenzollern Georg Friedrich und damit für den Hochadel ein Epitaph zu schaffen.
Die Werkstatt florierte bald. Georg Brenck der Ältere nahm mehrere Lehrjungen auf, die sich aus der städtischen Oberschicht Windsheims rekrutierten. Die beiden Söhne Georg der Jüngere und Johann wurden ebenfalls in der väterlichen Werkstatt ausgebildet. Mehrfach stand er auch der Handwerkerschaft der Reichsstadt im Amt eines Geschworenen Meisters vor. Ab dem Jahr 1619 übernahmen die Söhne auch größere Arbeiten in der Werkstatt, der Vater nannte sich nun auch „der Ältere“. Wahrscheinlich konnte sich Brenck in den kommenden Jahren langsam aus dem Geschäft zurückziehen. Die Söhne führten die Werkstatt noch weit bis in das 17. Jahrhundert hinein weiter.
Georg Brenck begann, während sich die Kriegsereignisse des Dreißigjährigen Krieges in Windsheim zuspitzten, vermehrt Zivilprozesse wegen verliehener Gelder zu führen. Am 15. Juli 1629 starb die Ehefrau Eva Grasser. Noch im selben Jahr heiratete der Bildschnitzer Dorothea Conrad, Tochter des Bürgermeisters von Neustadt an der Aisch. Am 3. Dezember 1634 erbat Georg Brenck der Ältere in das Windsheimer Spital als Pfründner aufgenommen zu werden, durch die kriegsbedingte Überfüllung der Institution lehnte der Rat allerdings ab. Am 22. oder 23. August 1635 starb Georg Brenck der Ältere in Windsheim. Er erhielt eine inzwischen verlorene Gedächtnisplatte am Ostchor der Pfarrkirche.

## Ehen und Familie
Georg Brenck der Ältere heiratete am 30. Juni 1590 die aus Creglingen stammende, lutherische Pfarrerstochter Eva Grasser. Aus der Ehe gingen insgesamt sechs Kinder hervor, von denen alle das Erwachsenenalter erreichten. Einziger männlicher Stammhalter war allerdings der zweitgeborene Sohn Johann(es) oder Hans Brenck, der später als Hofkünstler der Markgrafen in Bayreuth und Kulmbach tätig war. Eva Grasser starb am 15. Juli 1629. Daraufhin heiratete Brenck am 1. Dezember 1629 neuerlich und zwar die Bürgermeisterstochter Barbara Conrad aus Neustadt an der Aisch, die Ehe blieb kinderlos.
- Ursula, verheiratete Metzger; * 19. Mai 1591 in Windsheim, † 4. Mai 1611 in Windsheim
- Georg der Jüngere; * 8. Juli 1593 in Windsheim, † 1639 in Windsheim
- Maria, verheiratete Derrer; * 15. September 1596 in Windsheim, † nach 1623
- Eva, verheiratete Hoffmann; * 6. Dezember 1601 in Windsheim, † 27. Oktober 1644 in Windsheim
- Johann(es); * 5. Juni 1604 in Windsheim, † 5. November 1674 in Bayreuth
- Esther, verheiratete Lochner, später Breuer; * 10. Juni 1608 in Windsheim, † nach 1627[6]

## Werke (Auswahl)
Georg Brenck der Ältere schuf eine Vielzahl an Werken, die insbesondere zur Kirchenausstattung herangezogen wurden. Besondere Bedeutung hat dabei der Altar in der Ochsenfurter Pfarrkirche, der als „Hauptwerk fränkischer Altarbaukunst, beispielgebend für andere Gemeinden“ gelten kann. Dabei ist allerdings unklar, welche Arbeiten Brenck eigenhändig schuf und welche von den Mitarbeitern in seiner Werkstatt gearbeitet wurden. Insbesondere mit dem schleichenden Übergang des Betriebes an die Söhne, die in der Mitte der 1610er Jahre einsetzte, muss die Künstlerzuschreibung uneindeutig bleiben. Georg Brenck signierte viele seiner Werke mit seinem Monogramm, viele weitere Werke wurden lediglich von der kunsthistorischen Forschung dem Künstler und seiner Werkstatt zugeschrieben.

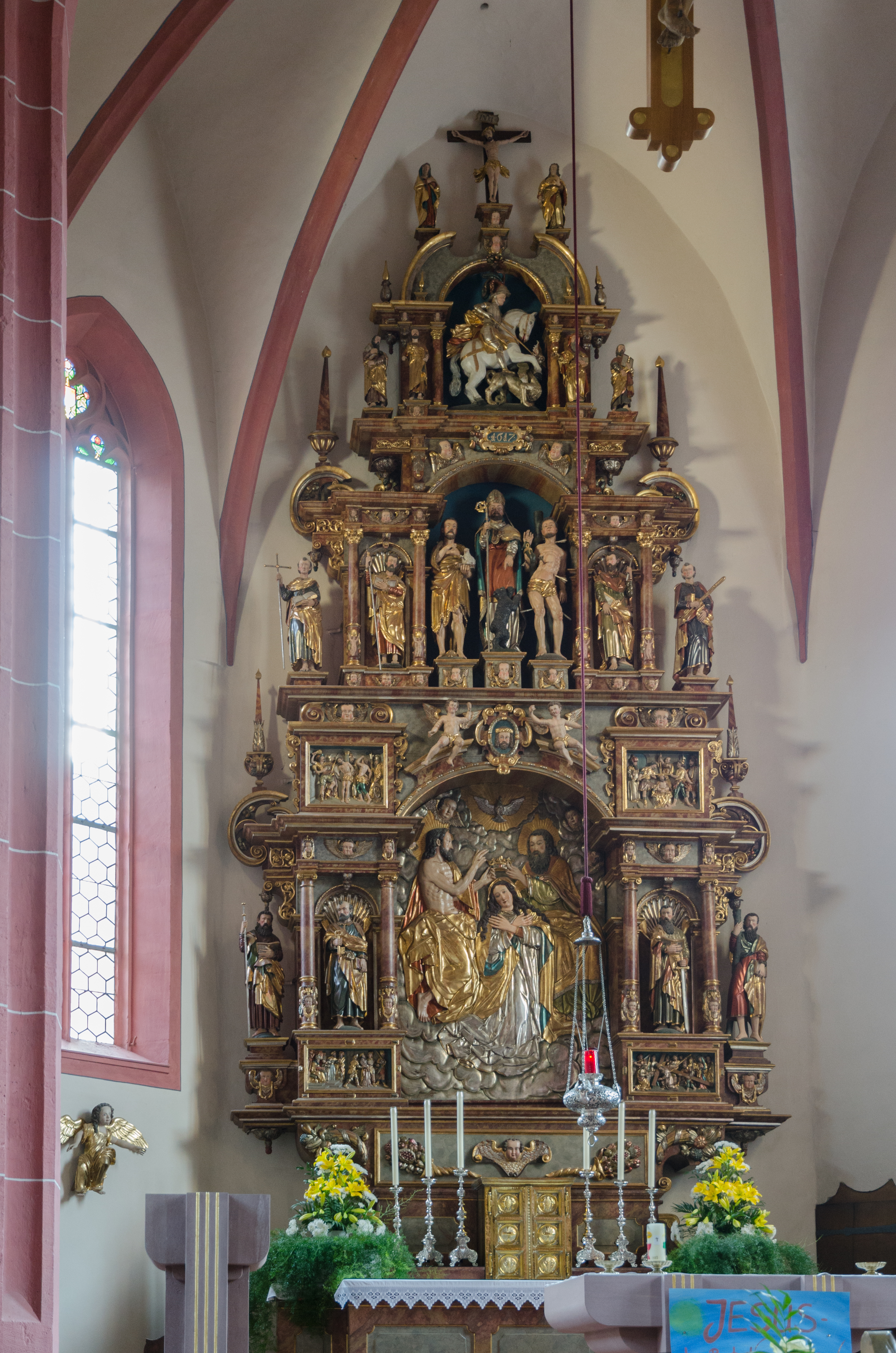
Hochaltar in Frickenhausen am Main

- 1598/1600: Predigtstuhl, St. Kilian in Windsheim
- 1603: Predigtstuhl, St. Ursula in Ergersheim
- 1604: Predigtstuhl, St. Jakob in Rothenburg ob der Tauber
- 1605/1606: Altar, St. Kilian in Haßfurt
- 1609: Altaraufsatz, St. Bartholomäus in Sommerhausen
- 1610–1612: Hochaltar, St. Andreas in Ochsenfurt
- 1613 (mit dem Sohn Georg d. J.): Altar und Kanzel, St. Georg in Herchsheim
- 1614–1615 (mit dem Sohn Georg d. J.): Altar, Epitaphien und Kanzel, St. Oswald in Giebelstadt
- 1614–1615: Kanzel, St. Laurentius in Darstadt
- 1615: Epitaph für Markgraf Georg Friedrich von Bayreuth, Ansbach
- 1616: Mosesfigur und Epitaph, St. Johannes der Täufer in Neustadt an der Aisch
- 1617: Hochaltar und Seitenaltäre, St. Gallus in Frickenhausen am Main
- 1617: Altar, Marienkapelle in Bieberehren
- um 1617: Sebastianskulptur, Wolfgangskapelle in Ochsenfurt